# Santiago Toloza
Santiago Federico Toloza (Morteros, Argentina; 28 de octubre de 2002) es un jugador de futbol argentino. Juega como mediocampista y actualmente se encuentra en el Club Atlético Platense de la Primera División de Argentina.

## Carrera

### Talleres de Córdoba
Se formó en las divisiones inferiores del Club Atlético Talleres de Córdoba, realizó su primera pretemporada con el plantel superior en el año 2019 y firmó su primer contrato profesional en febrero de 2020. Realizó su debut profesional por Copa Argentina ante Club Atlético Güemes en marzo de 2022.

### Arsenal de Sarandí
Para ganar minutos y experiencia es enviado a préstamo al Club Arsenal de Sarandí en enero del 2023.

### Club Atlético Independiente
Luego de su gran paso por Arsenal de Sarandí en agosto de 2023 el Club Atlético Independiente compra el 70% de su ficha y le otorgan la mítica dorsal número 10 de Ricardo Enrique Bochini, máximo ídolo de la institución de Avellaneda.

## Estadísticas

### Clubes
Actualizado de acuerdo al último partido jugado el 4 de mayo de 2025.
| Club                          | Div.          | Temporada     | Liga  | Liga  | Liga   | Copas nacionales | Copas nacionales | Copas nacionales | Torneos internacionales | Torneos internacionales | Torneos internacionales | Total | Total | Total  |
| Club                          | Div.          | Temporada     | Part. | Goles | Asist. | Part.            | Goles            | Asist.           | Part.                   | Goles                   | Asist.                  | Part. | Goles | Asist. |
| ----------------------------- | ------------- | ------------- | ----- | ----- | ------ | ---------------- | ---------------- | ---------------- | ----------------------- | ----------------------- | ----------------------- | ----- | ----- | ------ |
| Talleres de Córdoba Argentina | 1.ª           | 2022          | 6     | 0     | 0      | 8                | 0                | 0                | 2                       | 0                       | 0                       | 16    | 0     | 0      |
| Talleres de Córdoba Argentina | Total club    | Total club    | 6     | 0     | 0      | 8                | 0                | 0                | 2                       | 0                       | 0                       | 16    | 0     | 0      |
| Arsenal de Sarandí Argentina  | 1.ª           | 2023          | 23    | 4     | 1      | 3                | 2                | 0                | —                       | —                       | —                       | 26    | 6     | 1      |
| Arsenal de Sarandí Argentina  | Total club    | Total club    | 23    | 4     | 1      | 3                | 2                | 0                | 0                       | 0                       | 0                       | 26    | 6     | 1      |
| C. A. Independiente Argentina | 1.ª           | 2023          | —     | —     | —      | 6                | 0                | 0                | —                       | —                       | —                       | 6     | 0     | 0      |
| C. A. Independiente Argentina | 1.ª           | 2024          | 3     | 0     | 0      | 9                | 0                | 2                | —                       | —                       | —                       | 12    | 0     | 2      |
| C. A. Independiente Argentina | Total club    | Total club    | 3     | 0     | 0      | 15               | 0                | 2                | 0                       | 0                       | 0                       | 18    | 0     | 2      |
| C. A. Platense Argentina      | 1.ª           | 2025          | 5     | 0     | 0      | 1                | 0                | 0                | —                       | —                       | —                       | 6     | 0     | 0      |
| C. A. Platense Argentina      | Total club    | Total club    | 5     | 0     | 0      | 1                | 0                | 0                | 0                       | 0                       | 0                       | 6     | 0     | 0      |
| Total carrera                 | Total carrera | Total carrera | 37    | 4     | 1      | 27               | 2                | 2                | 2                       | 0                       | 0                       | 66    | 6     | 3      |
| 1. 2. 3.                      |               |               |       |       |        |                  |                  |                  |                         |                         |                         |       |       |        |

## Palmarés

### Campeonatos nacionales
| Título           | Club           | País      | Año    |
| ---------------- | -------------- | --------- | ------ |
| Primera División | C. A. Platense | Argentina | A-2025 |